# Trận chung kết Giải vô địch bóng đá thế giới 1966
Trận chung kết giải bóng đá vô địch thế giới 1966 là trận đấu bóng đá diễn ra ngày 30 tháng 7 năm 1966 tại sân vận động Wembley ở thành phố Luân Đôn để xác định nhà vô địch của Giải bóng đá vô địch thế giới 1966. Sau 90 phút đá chính, tỉ số là 2–2. Ở 30 phút đá hiệp phụ, đội Anh đã thắng Tây Đức với tỉ số 4–2 với 1 bàn thắng gây tranh cãi (Gần tương tự với vụ việc tại World Cup 2010) của Geoff Hurst ở phút thứ 101. Đây là lần đầu tiên và cũng là lần duy nhất cho đến thời điểm này, Anh được nâng cao chiếc cúp của giải vô địch bóng đá lớn nhất hành tinh.

## Đường đến Wembley
| Đối thủ    | Tỉ số | Địa điểm             | Vòng    |
| ---------- | ----- | -------------------- | ------- |
| Uruguay    | 0–0   | Sân vận động Wembley | Bảng 1  |
| México     | 2–0   | Sân vận động Wembley | Bảng 1  |
| Pháp       | 2–0   | Sân vận động Wembley | Bảng 1  |
| Argentina  | 1–0   | Sân vận động Wembley | Tứ kết  |
| Bồ Đào Nha | 2–1   | Sân vận động Wembley | Bán kết |

| Đội         | Tỉ số | Địa điểm                  | Vòng    |
| ----------- | ----- | ------------------------- | ------- |
| Thụy Sĩ     | 5–0   | Sân vận động Hillsborough | Bảng 2  |
| Argentina   | 0–0   | Villa Park                | Bảng 2  |
| Tây Ban Nha | 2–1   | Villa Park                | Bảng 2  |
| Uruguay     | 4–0   | Sân vận động Hillsborough | Tứ kết  |
| Liên Xô     | 2–1   | Goodison Park             | Bán kết |

## Thông tin quanh trận đấu
Bàn thắng nâng tỉ số lên 3-2 của Geoff Hurst
Phút 101, khi tỉ số đang là 2-2, nhận được đường chuyền dọn cỗ của Bobby Charlton, Geoff Hurst tung 1 cú sút, bóng dội xà ngang đập xuống và dội ra, sau 1 hồi hội ý, trọng tài chính đã công nhận bàn thắng cho tuyển Anh, bất chấp sự phản đối kịch liệt của các cầu thủ Tây Đức. Năm 2010, một thí nghiệm đã cho thấy trọng tài đã sai, bóng còn phải lăn thêm 7mm nữa mới qua vạch vôi (Cùng năm đó, tại World Cup 2010; Anh trở thành nạn nhân khi mà trọng tài không công nhận bàn thắng khi bóng qua vạch vôi của gôn bên đội tuyển Đức).

## Chi tiết
| Anh                                | 4–2 (s.h.p.) | Tây Đức                |
| ---------------------------------- | ------------ | ---------------------- |
| Hurst 18', 101', 120' · Peters 78' | Report       | Haller 12' · Weber 89' |

| Anh | Tây Đức |

| GK                      | 1  | Gordon Banks    |     |
| RB                      | 2  | George Cohen    |     |
| CB                      | 5  | Jack Charlton   |     |
| CB                      | 6  | Bobby Moore (c) |     |
| LB                      | 3  | Ray Wilson      |     |
| DM                      | 4  | Nobby Stiles    |     |
| RM                      | 7  | Alan Ball       |     |
| AM                      | 9  | Bobby Charlton  |     |
| LM                      | 16 | Martin Peters   | 20' |
| CF                      | 10 | Geoff Hurst     |     |
| CF                      | 21 | Roger Hunt      |     |
| Huấn luyện viên trưởng: |    |                 |     |
| Alf Ramsey              |    |                 |     |

| GK               | 1  | Hans Tilkowski          |
| RB               | 2  | Horst-Dieter Höttges    |
| CB               | 5  | Willi Schulz            |
| CB               | 6  | Wolfgang Weber          |
| LB               | 3  | Karl-Heinz Schnellinger |
| CM               | 4  | Franz Beckenbauer       |
| CM               | 12 | Wolfgang Overath        |
| RF               | 8  | Helmut Haller           |
| CF               | 9  | Uwe Seeler (c)          |
| CF               | 10 | Siegfried Held          |
| LF               | 11 | Lothar Emmerich         |
| Huấn luyện viên: |    |                         |
| Helmut Schön     |    |                         |

Cầu thủ xuất sắc nhất trận
Geoff Hurst (Anh)